# Nazionale maschile di hockey su prato dell'India
La nazionale di hockey su prato dell'India è la squadra di hockey su prato rappresentativa dell'India.

## Partecipazioni

### Mondiali
- 1971 – 3º posto
- 1973 – 2º posto
- 1975 – Campione
- 1978 – 6º posto
- 1982 – 5º posto
- 1986 – 12º posto
- 1990 – 10º posto
- 1994 – 5º posto
- 1998 – 9º posto
- 2002 – 10º posto
- 2006 – 11º posto
- 2010 – 8º posto
- 2014 – 9º posto
- 2018 – 6º posto

### Olimpiadi
- 1908 - non partecipa
- 1920 - non partecipa
- 1928 - Campione
- 1932 - Campione
- 1936 - Campione
- 1948 - Campione
- 1952 - Campione
- 1956 - Campione
- 1960 - 2º posto
- 1964 - Campione
- 1968 - 3º posto
- 1972 - 3º posto
- 1976 - 7º posto
- 1980 - Campione
- 1984 - ?
- 1988 - ?
- 1992 - 7º posto
- 1996 - 8º posto
- 2000 - 7º posto
- 2004 - 7º posto
- 2008 - non qualificata
- 2012 - 12º posto
- 2016 - 8º posto
- 2020 - 3º posto
- 2024 - 3º posto

### Champions Trophy
- 1978–1981 - non partecipa
- 1982 - 3º posto
- 1983 - 4º posto
- 1984-1995 - non partecipa
- 1996 - 4º posto
- 1997-2001 - non partecipa
- 2002 - 4º posto
- 2003 - 4º posto
- 2004 - 4º posto
- 2005-2008 - non partecipa

### Hockey Asia Cup
- 1982 - 2º posto
- 1985 - 2º posto
- 1989 - 2º posto
- 1994 - 2º posto
- 1999 - 3º posto
- 2003 - Campione
- 2007 - Campione